# Tập đoàn Thể thao Fenway
Tập đoàn Thể thao Fenway (tiếng Anh: Fenway Sports Group; viết tắt: FSG) là một công ty đầu tư thể thao của Mĩ. Đây là công ty mẹ của câu lạc bộ bóng chày Mĩ Boston Red Sox và câu lạc bộ bóng đá Anh Liverpool.
Fenway Sports Group được thành lập vào năm 2001 (tên ban đầu là New England Sports Ventures, ghi tắt NESV) khi John W.Henry gia nhập lực lượng cùng Tom Werner, Les Otten, The New York Times Company (công ty này sở hữu 16,58%) và các nhà đầu tư khác để trở thành nhà thầu cho Red Sox.

## Đầu tư

### Liverpool FC
Vào ngày 6 tháng 10 năm 2010 NESV đồng ý mua câu lạc bộ bóng đá Liverpool và tiếp quản từ chủ sở hữu cũ là N. Gillett, Jr. và Tom Hicks sau khi Ủy ban câu lạc bộ bỏ phiếu với tỉ lệ 3-2 để đẩy 2 ông chủ cũ ra đi.
Vào ngày 15 tháng 10 NESV hoàn thành việc mua câu lạc bộ sau một số phiên tòa. Tuy nhiên chủ sở hữu trước đó là Hicks & Gillett cho rằng việc mua là bất hợp pháp và tuyên bố sẽ kiện lên tòa án để được bồi thường 1 tỉ bảng Anh. Tuy nhiên, theo báo cáo ngày 17 tháng 10, Hicks & Gillett đã quyết định không theo đuổi việc khiếu nại. Một số người lãnh đạo của NESV đã viếng thăm Anfield và sân tập ở Melwood sau sự tiếp quản thành công của họ.

## Nhân sự
- John W. Henry - Người đứng đầu
- Thomas C. Werner - Chủ tịch
- Thomas R. DiBenedetto
- Michael Egan
- David Ginsberg
- Michael Gordon
- John A. Kaneb
- Seth Klarman
- Larry Lucchino
- Henry F. McCance
- Phillip H. Morse
- The New York Times Company
- Art Nicholas
- Frank Resnek
- Martin Trust
- Jeffrey Vinik